# Laser atômico
Um laser atômico é um estado coerente de átomos em propagação. Eles são criados a partir de um condensado de Bose-Einstein de átomos que são acoplados na saída usando várias técnicas. Assim como um laser óptico, um laser atômico é um feixe coerente que se comporta como uma onda. Houve algumas discussões de que o termo "laser atômico" é enganoso. De fato, "laser" significa amplificação da luz por emissão estimulada de radiação, o que não está particularmente relacionado ao objeto físico chamado laser atômico, e talvez descreva com mais precisão o condensado de Bose-Einstein (BEC).
A terminologia mais amplamente utilizada na comunidade hoje é distinguir entre o BEC, tipicamente obtido por evaporação em uma armadilha conservativa, e o próprio laser atômico, que é uma onda atômica propagante obtida por extração de um BEC previamente realizado. Algumas pesquisas experimentais em curso tentam obter diretamente um laser atômico a partir de um feixe "quente" de átomos sem primeiro criar um BEC aprisionado.

## Introdução
O primeiro laser de átomos pulsado foi demonstrado no MIT pelo Professor Wolfgang Ketterle e colaboradores em novembro de 1996. Ketterle utilizou um isótopo de sódio e empregou um campo magnético oscilante como técnica de acoplamento de saída, permitindo que a gravidade separasse pedaços parciais, semelhantes a uma torneira pingando.
Desde a criação do primeiro laser de átomos, houve um aumento na recriação de lasers de átomos, juntamente com diferentes técnicas para o acoplamento de saída e, em geral, na pesquisa. O estágio atual de desenvolvimento do laser de átomos é análogo ao do laser óptico durante sua descoberta na década de 1960. Nesse sentido, os equipamentos e técnicas estão em suas fases iniciais de desenvolvimento e ainda estritamente no domínio dos laboratórios de pesquisa.
O laser de átomos mais brilhante até agora foi demonstrado no IESL-FORTH, Creta, Grécia.

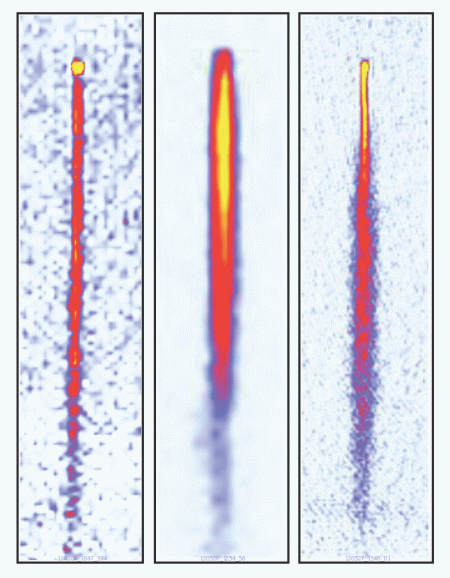
Três ultra-brilhantes lasers de átomos

## Física
A física de um laser de átomos é semelhante à de um laser óptico. As principais diferenças entre um laser óptico e um laser de átomos são que os átomos interagem entre si, não podem ser criados como fótons e possuem massa, ao contrário dos fótons (portanto, os átomos se propagam a uma velocidade inferior à da luz). A interação de van der Waals dos átomos com superfícies dificulta a fabricação dos espelhos atômicos, típicos para os lasers convencionais.
Um laser de átomos de operação pseudo-contínua foi demonstrado pela primeira vez por Theodor Hänsch, Immanuel Bloch e Tilman Esslinger no Instituto Max Planck de Óptica Quântica em Munique. Eles produzem um feixe contínuo bem controlado, com duração de até 100 ms, enquanto seus predecessores produziam apenas pulsos curtos de átomos. No entanto, isso não constitui um laser de átomos contínuo, uma vez que o reabastecimento do BEC esgotado dura aproximadamente 100 vezes mais do que a própria duração da emissão (ou seja, o ciclo de trabalho é de 1/100). Desenvolvimentos recentes no campo mostraram progressos em direção a um laser de átomos contínuo, a saber, a criação de um Condensado de Bose-Einstein contínuo.

## Aplicações
Lasers de átomos são fundamentais para a holografia de átomos. Similar à holografia convencional, a holografia de átomos usa a difração de átomos. O comprimento de onda de De Broglie dos átomos é muito menor do que o comprimento de onda da luz, o que permite que lasers de átomos criem imagens holográficas de resolução muito superior. A holografia de átomos pode ser utilizada para projetar padrões complexos de circuitos integrados, com apenas alguns nanômetros de escala, em semicondutores.
Outra aplicação, que também pode se beneficiar dos lasers de átomos, é a interferometria de átomos. Em um interferômetro de átomos, um pacote de ondas atômicas é dividido coerentemente em dois pacotes de ondas que seguem caminhos diferentes antes de se recombinarem. Interferômetros de átomos, que podem ser mais sensíveis do que interferômetros ópticos, podem ser utilizados para testar a teoria quântica, e têm uma precisão tão alta que podem até detectar mudanças no espaço-tempo. Isso ocorre porque o comprimento de onda de De Broglie dos átomos é muito menor do que o comprimento de onda da luz, os átomos possuem massa, e porque a estrutura interna do átomo também pode ser explorada.